# Козловець Микола Миколайович
Мико́ла Микола́йович Козловець (1971—2022) — старшина Збройних Сил України, учасник російсько-української війни.

## З життєпису
Мешкав в Київській області. Учасник АТО. Старшина підрозділу 72 ОМБр, у складі якої перебував в зоні бойових дій з березня 2014 року.
28 грудня 2021 року, близько 17:00, отримав важкі травми в ДТП поблизу м. Кагарлика. Помер 7 січня 2022 року в лікарні.

## Нагороди
За особисту мужність і героїзм, виявлені у захисті державного суверенітету та територіальної цілісності України, вірність військовій присязі під час російсько-української війни згідно Указу Президента України від 26 лютого 2015 року № 109/2015
- нагороджений орденом «За мужність» III ступеня (26.2.2015);